# Louis Charles Dezobry
Louis Charles Dezobry, né le 4 mars 1798 à Saint-Denis et mort le 14 août 1871 à Meudon, est un historien, lexicographe et éditeur français.

## Biographie
Dezobry se fit connaitre par son ouvrage sur Rome au siècle d'Auguste, plusieurs fois réédité et qui obtint, dès sa parution, un très grand succès. L’éditeur Hachette lui confia la direction de son Cours d’éducation des filles (1837, 8 vol.) et, depuis lors, il se consacra à la littérature classique. Il fonda avec E. Magdeleine (1839-1863) une librairie et donna une foule d’éditions des auteurs classiques qui n’encoururent que le reproche « d’être trop savantes pour des élèves ». A la mort de son associé , il revend la maison d'édition à Ferdinand Tandou. 
Son Dictionnoire de biographie avec Bachelet, s’est constamment réédité (1883, 8° éd.), de même que son Dictionnaire des lettres. Son Dictionnaire de l’art épistolaire français n’eut pas néanmoins la même faveur que les précédents.
Alexandre Dumas a rendu compte de Rome au siècle d'Auguste (« C'est un travail sec, mais savant sur l'antiquité ») dans La Presse du 16 juillet 1836.

## Principales publications
- Rome au siècle d’Auguste : ou Voyage d’un Gaulois à Rome à l’époque du règne d’Auguste et pendant une partie du règne de Tibère, 4e éd., Paris, Charles Delagrave, 1875, 4 vol. ; in-8° (lire en ligne).
- La Mauvaise récolte, ou les Suites de l'ignorance (1847)
- L'Histoire en peinture, ou Épisodes historiques propres à être traduits en tableaux. Histoire romaine. Tableaux d'histoire, passages historiques, tableaux de genre (1848)
- Dictionnaire des lettres, des beaux-arts, des sciences morales et politique (1862, 2 vol. gr. in-8°)
- Dictionnaire général de biographie et d'histoire, de mythologie, de géographie ancienne et moderne comparée, des antiquités et des institutions grecques, romaines françaises et étrangères (1863), en collaboration avec Théodore Bachelet. Quelques éditions :
  - [1889] Dictionnaire général de biographie et d'histoire…, t. 1 (édition entièrement refondue par E. Darsy), Paris, libr. Ch. Delagrave, 10e éd., 1581 p. (lire en ligne [sur gallica]).
  - [1889] Dictionnaire général de biographie et d'histoire…, t. 2 (édition entièrement refondue par E. Darsy), Paris, libr. Ch. Delagrave, 10e éd., 1585-3018 p. (lire en ligne [sur gallica]).
  - [1902] Supplément au dictionnaire général de biographie et d'histoire… (édition revue par E. Darsy), Paris, libr. Ch. Delagrave, 12e éd., 2992-3138 p. (lire en ligne [sur gallica]).
- Dictionnaire général des lettres, des beaux-arts et des sciences morales et politiques, en collaboration avec Théodore Bachelet (1863)
- Dictionnaire pratique et critique de l'art épistolaire français, avec des préceptes et des conseils sur chaque genre ; plus de mille modèles choisis dans les monuments et les documents de la langue française, et des remarques sur chaque lettre (1866)
- Traité élémentaire de versification française, suivi d'un album alphabétique des vers proverbes français (1866)